# Mühlbach (Schwarzbach)
Der Mühlbach ist ein knapp dreißig Kilometer langer Bach, der bei Darmstadt-Arheilgen aus dem Zusammenfluss von Ruthsenbach und Silz entsteht. Er ist ein südöstlicher und linker Zufluss des Schwarzbaches.

## Geographie

### Quellbäche

#### Ruthsenbach
Der Ruthsenbach ist der 12 km lange, südliche und linke Quellbach des Mühlbaches. Er wird von manchen auch als dessen Oberlauf angesehen. Er entspringt im Bessunger Forst am Ortsrand von Roßdorf (bei Darmstadt).

#### Silz
Die Silz ist der 10,8 km lange, östliche und rechte Quellbach  des Mühlbaches. Sie wird von manchen auch als dessen Zufluss angesehen. Sie entspringt im Messeler Hügelland.

### Verlauf

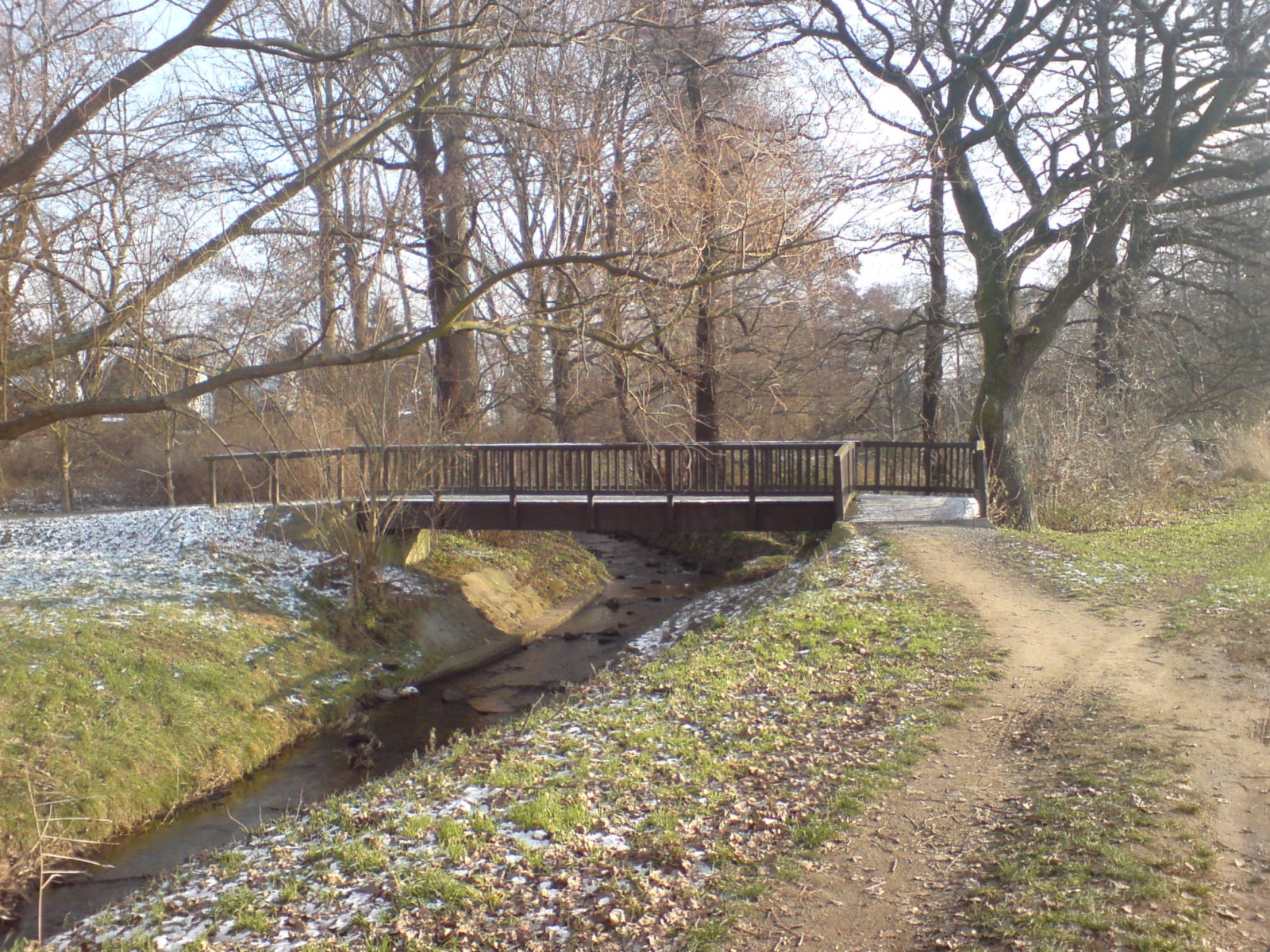
Fußgängerbrücke über den Mühlbach am Südrand von Wixhausen (2009)

Der Mühlbach durchquert nacheinander die Gemarkungen von Arheilgen, Wixhausen, Gräfenhausen, Schneppenhausen, Worfelden, Klein-Gerau und Groß-Gerau. Zeitweilig ist der Bach aufgrund Wassermangels, geringer Niederschläge und zum Teil auch wegen fallender Grundwasserspiegel der Umgebungsregion nahezu ausgetrocknet. Der Bach ist weitestgehend begradigt und unnatürlich gestaltet, weshalb er auch in der Klassifikation der Gewässerstruktur weite Teile über als stark bis vollständig verändert bewertet wird (Bewertungsklasse 5 bis 7). In der Ortslage von Groß-Gerau ist er stellenweise verrohrt. Durch künstliche Rückhaltemaßnahmen, wie das Hochwasserrückhaltebecken Aumühle (⊙) südöstlich von Darmstadt-Wixhausen, wird der Abfluss reguliert.
Am Abschlagsbauwerk (⊙) in der Gemarkung Gräfenhausen zwischen Sensfelder Hof und Ottilienmühle an der Stadtgrenze zu Darmstadt/Wixhausen zweigt der künstlich angelegte Apfelbach in nördliche Richtung ab. Dieser mäandriert dann in westliche Richtung und mündet schließlich in den Hegbachsee nahe Groß-Gerau.
Der Mühlbach mündet bei Trebur in den Schwarzbach, der wenig später wiederum bei Ginsheim-Gustavsburg in den Rhein mündet.

### Zuflüsse und Abzweigungen
Abzweigungen werden mit * gekennzeichnet.
- Apfelbach* (rechts), 13,7 km
- Ohlenbach (links), 4,8 km
- Heistgraben (Weichmannsgraben)[5] (rechts), 6,9 km
- Erlenwiesengraben[6] (rechts), 1,9 km

## Mühlen

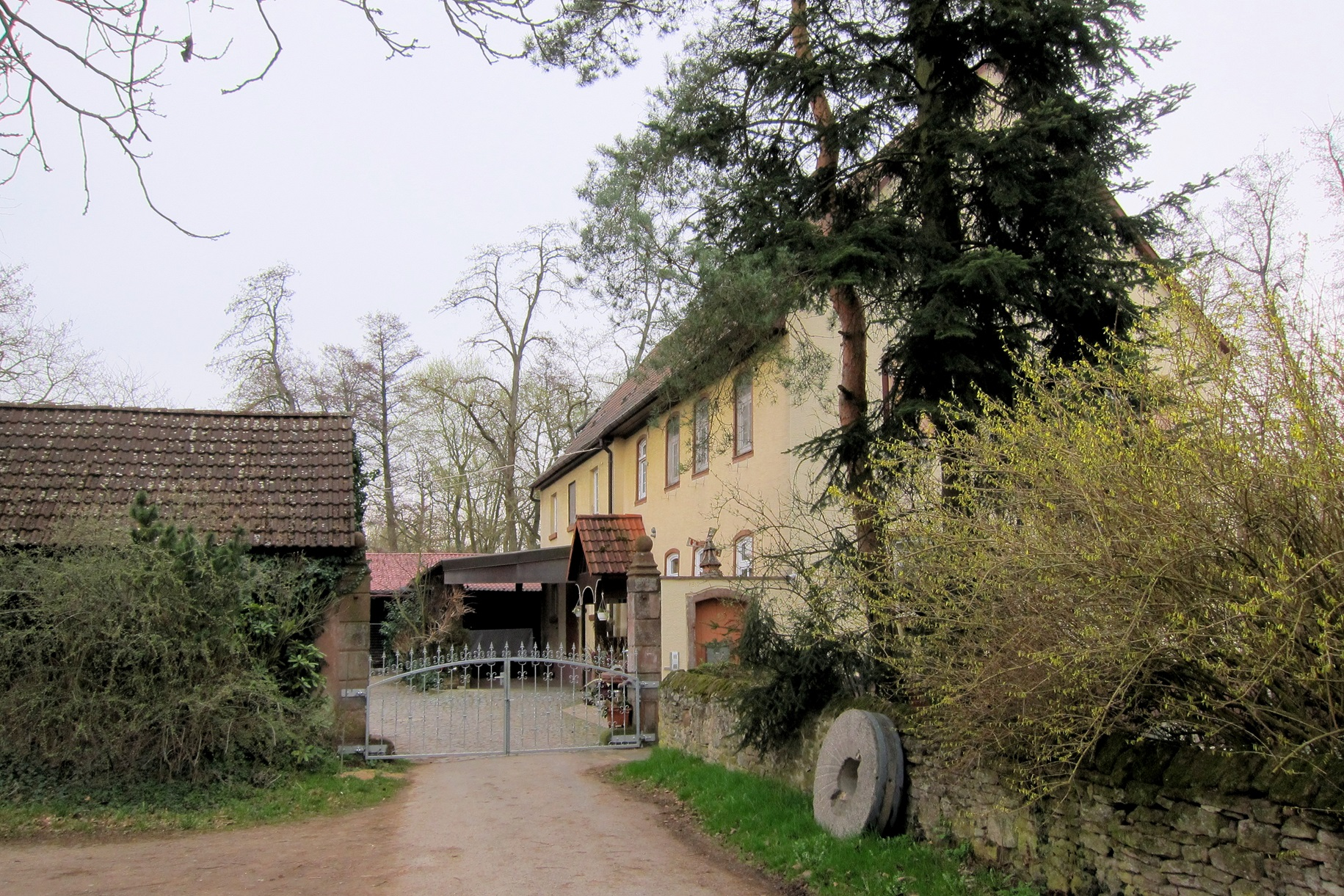
Die Ottilienmühle
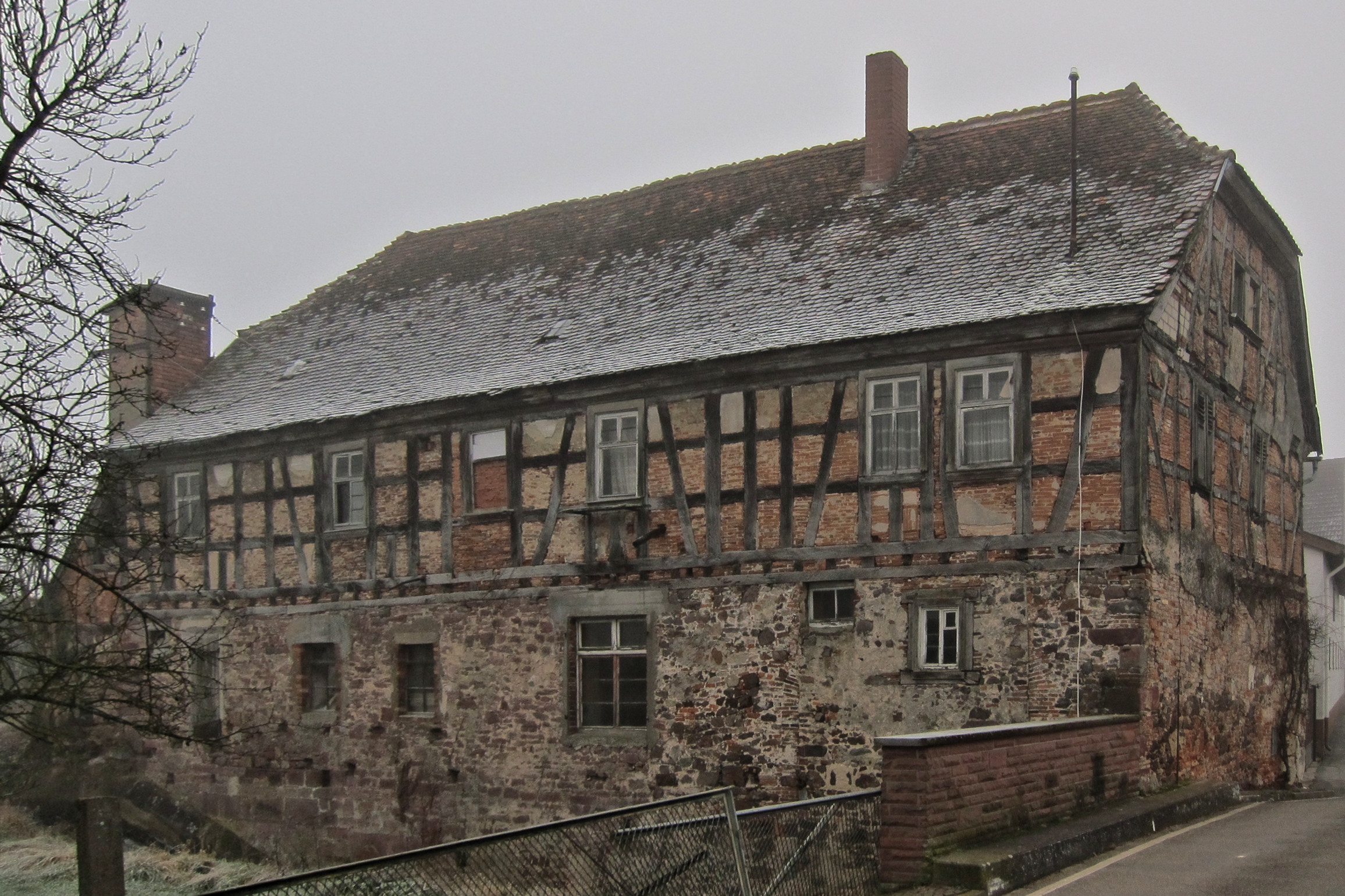
Der Sensfelder Hof

Am Mühlbach befinden sich folgende ehemalige Mühlen (bachabwärts betrachtet):
Aumühle
Ottilienmühle
Sensfelder Hof